# 張斌 (天啟進士)
张斌，本姓姚，字宪卿，號尚絅，江西承宣佈政使司抚州府臨川縣民籍金溪縣霞麓人，一說臨川縣人。明朝政治人物。

## 生平
弱冠已负重名，四方问奇者踵至，弟子转相传授者以数百人计。明神宗萬曆四十六年（1618年），中式戊午科江西鄉試第一名舉人（解元）。天启五年（1625年）乙丑科进士，请假归养母夫人，日为婴儿戏以相娱。服阕，补大理评事，晋南枢，属取诸夙蠹，刮剔之材官健见无贤否，用皆当其材。官礼部郎中，勋戚有闸河以取利，及占寺田者立清之，皆敛戢不敢争。出为广西苍梧副使，清介自守，以步祷勤瘁卒于官。归榇日，士民扶服数百里不绝。斌自诸生至监司，服御无所益，岁籴以资八口，无担石之储，泊如也。

## 著作
有《尚絅小语》三卷。

## 家庭
弟张斓，是崇祯十三年（1640年）庚辰特用，曾任广东乳源县知县、知府，所传《尚絅生小语》等书，皆其兄弟讲贯之绪言也。侄张有仪，甲子举人；張有傑，顺治十二年进士，仕终浙江温处道。